# شيرمان (مقاطعة شيبويغان)
شيرمان، مقاطعة شيبويغان (بالإنجليزية: Sherman, Sheboygan County, Wisconsin)‏ هي بلدة تقع بولاية ويسكونسن في الولايات المتحدة. تبلغ مساحتها 88.8 (كم²)، وترتفع عن سطح البحر 274 م، بلغ عدد سكانها 1520 نسمة في عام 2000 حسب إحصاء مكتب تعداد الولايات المتحدة وتصل الكثافة السكانية فيها 17.1 نسمة/كم2.

## وصلات خارجية
- http://www.townofshermanwi.com
- The US50 - Cities and Towns in Wisconsin State
- Wisconsin Cities and Towns, Facts, Map, Flag, Colleges, Government, and More